# 埃什朗日
埃什朗日（法語：Escherange，法語發音：[ɛʃʁɑ̃ʒ]；洛林法兰克语：Eescheréngen）是法国摩泽尔省的一个市镇，位于该省西北部，属于蒂永维尔区。

## 地理
埃什朗日（49°24'58"N, 6°4'12"E）面积13.18 平方千米，位于法国大東部大區摩泽尔省，该省份为法国东北部内陆省份，是洛林的一部分，西南接默尔特-摩泽尔省，东临下莱茵省，北与卢森堡和德国接壤。
与埃什朗日接壤的市镇（或旧市镇、城区）包括：昂日维莱、昂特朗日、坎芬、罗雄维莱、蒂永维尔、沃尔默朗日莱米讷。

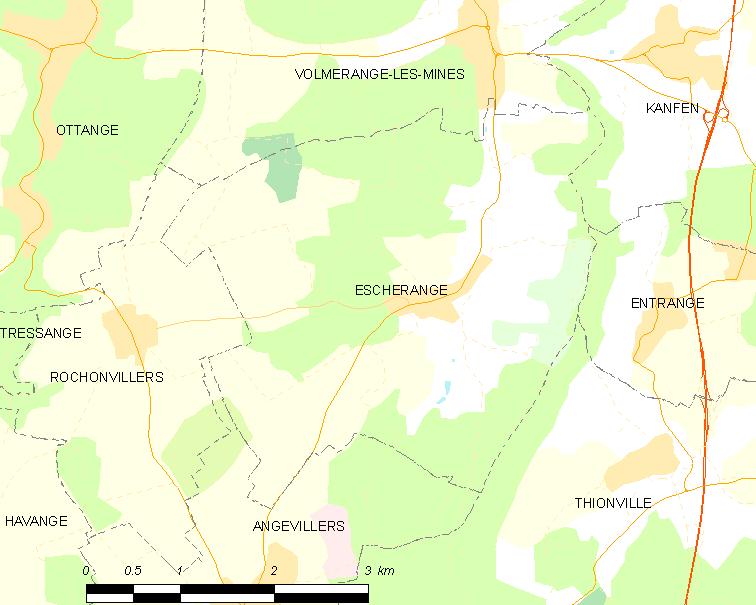
埃什朗日的OSM定位图

埃什朗日的时区为UTC+01:00、UTC+02:00（夏令时）。

## 行政
埃什朗日的邮政编码为57330，INSEE市镇编码为57199。

## 政治
埃什朗日所属的省级选区为于茨县。

## 人口

1962-2008年间埃什朗日人口变化图示

埃什朗日于2022年1月1日时的人口数量为697人。